# 湿地遺体

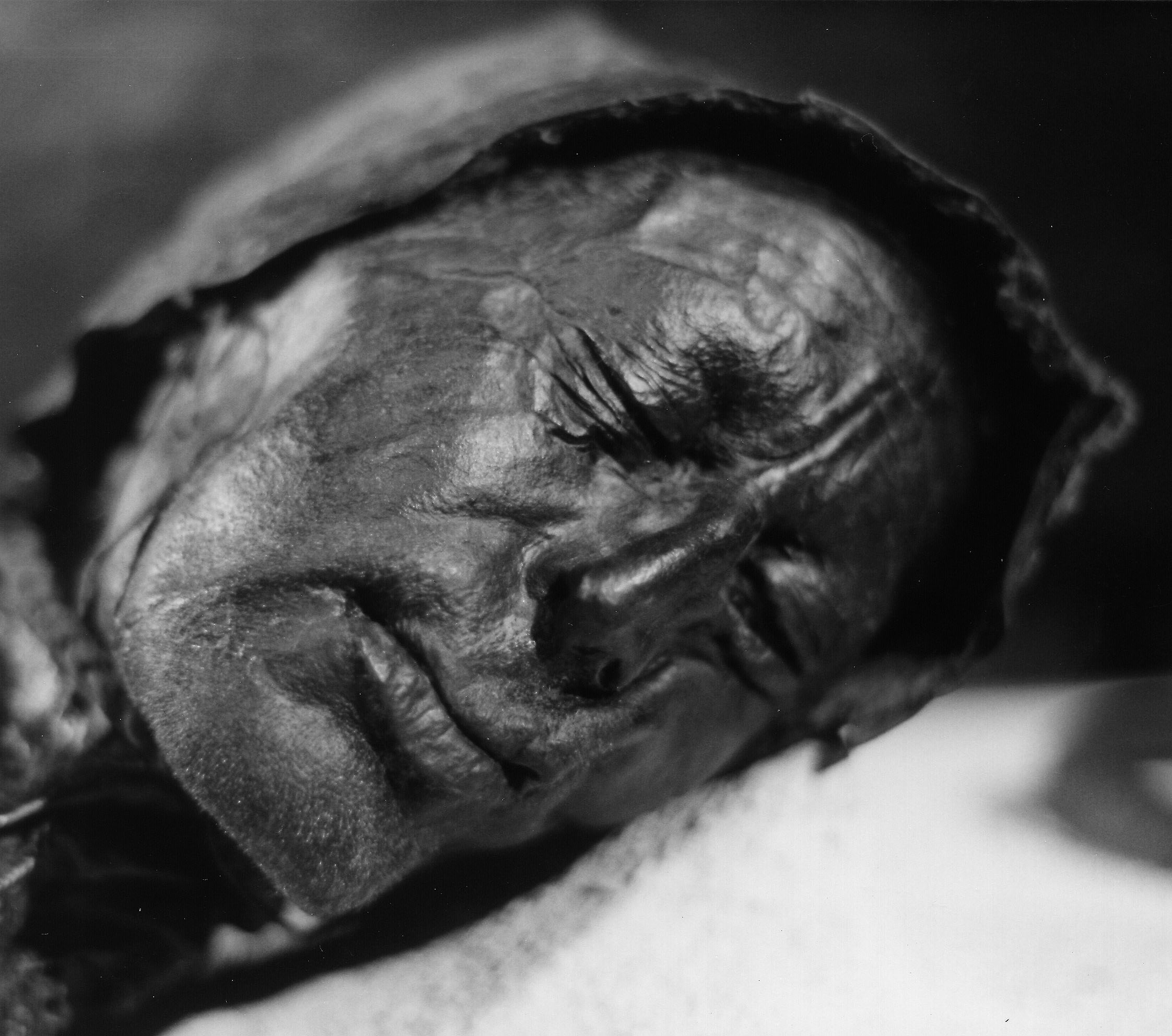
トーロンマン

湿地遺体（しっちいたい、Bog body）はピートボグ（泥炭地）の中で自然にミイラ化（屍蝋化）した人間の死体である。

## 概要
湿地遺体は世界各地域で見られ、紀元前9000年から第2次世界大戦期までのものが知られている。いずれの湿地遺体も泥炭中から発見されているが、その保存の程度はまちまちで、全身が保存されたものもあれば骨だけのものもある。
多くの古代人の遺体と異なり、湿地遺体は特殊な周辺環境（強酸性の水、低温、酸素の欠乏）のおかげで皮膚や内臓が保存されている。ただし泥炭に含まれる酸がリン酸カルシウムを溶かしてしまうため、骨の保存状態は概してよくない。
現在知られている最古の湿地遺体は、デンマークで発見されたKoelbjerg Manと呼ばれる人骨で、これは紀元前8000年（中石器時代）に位置づけられる。軟組織が保存された湿地遺体で最古のものはCashel Manで、紀元前2000年（青銅器時代）に位置づけられる。トーロンマンなどの著名な事例を含む、ほとんどの湿地遺体は鉄器時代のもので、北欧、特にデンマーク、ドイツ、オランダ、イギリス、アイルランドで多く発見されている。トーロンマンなど鉄器時代の湿地遺体は、殺害されたことや衣服を身にまとっていないことなどが共通し、そこから生け贄に捧げられたか罪を犯したために処刑され、泥炭に埋まったと考える考古学者もいる。最も新しい湿地遺体は、第2次世界大戦時、ロシアの湿原で戦死した兵士のものである。
ドイツの科学者であるAlfred Dieckは、彼が1939年から1986年にかけて数え上げた1,850体以上もの湿地遺体のカタログを出版した。しかしその多くは文献や考古学的発見によって検証されたものではなく、2002年にドイツの考古学者が行った分析では、ディックの報告の大部分は信頼できないと結論づけられている。

## 保存のプロセス
泥炭中の湿地遺体は、人為的なミイラ化によるものではなく、自然現象によって保存されたものである。これは、泥炭地特有の物理的・科学的組成に起因する。泥炭の種類の違いは遺体の保存状態に影響し、Raised bogでは完璧に保存された湿地遺体が出土するのに対し、フェンやTransitional bogでは軟組織は保存されず、骨だけになっていることが多い。
遺体の保存に適した泥炭地は数が限られており、その多くは海水域に近い寒冷地にある。例えばHaraldskær Womanが発見されたデンマークのある地域の場合、北海から湿原に吹く潮風が、泥炭の発達に適した環境をもたらしていた。泥炭の主成分であるミズゴケから生成されたタンニンやフミン酸の作用により、遺体に防腐処置が施され、また黒っぽく着色された。また泥炭地は水の交換が行われない環境で形成される。この環境下では強酸性かつ酸素が欠乏するため、有機物の分解に関わる地下の好気性生物は不活性化する。また研究の結果、水温の低い（4℃以下）冬から早春のあいだに埋没したことが遺体の保存に大きく関わっていることがわかっている。低温下では組織の腐敗が始まる前にフミン酸が浸透し、細菌の増殖速度が落ちるため、遺体の保存を可能にしている。
泥炭の化学的環境は、有機酸やアルデヒドが高濃度で存在する飽和酸性環境を伴う。嫌気性の酸性泥炭中では、髪や服、革製品などの有機物が保存される。現代の研究者は泥炭環境を実験室内でつくり、Haraldskær Womanが2500年かけて保存されたのと同じプロセスをより短い時間で再現することに成功している。発見された大部分の湿地遺体は、完全には保存されずある程度腐敗している。湿地遺体は通常の大気にさらされると急速に分解されてしまうため、多くの資料が失われた。1979年の段階で保存されていた湿地遺体は53体である。

## 各時代の湿地遺体

### 中石器時代から青銅器時代
前記のとおり、現在分かっている最古の湿地遺体はデンマークで発見された Koelbjerg Manで、紀元前8000年と鑑定されている。
紀元前3900年頃、デンマークで農耕文化が始まったが、この時代の湿地遺体の多くは16歳から20歳の間に死んだことを示しており、そこから生け贄や処刑された犯罪者であるという説が提唱されている。青銅器時代の湿地遺体は、紀元前2000年のCashel Manがある。

### 鉄器時代
湿地遺体の大部分は鉄器時代のものであるが、この時代の北欧には現在よりも広い範囲で泥炭地が存在した。
人々は泥炭地を重要視し、そこに青銅製や金製の首輪、腕飾り、足輪などを奉納した。考古学者のP.V. Globは、これらは「豊穣と幸運の神々への供物」としている。そこから、鉄器時代の湿地遺体も同じような理由、すなわち神への捧げ物として生け贄にされた人々の遺体と推測されている。
多くの湿地遺体には殴られたり、刺されたり、首を絞められたり、あるいはこれらを組み合わせて殺された痕跡が確認されている。また首が切断されていた個体もあった。1948年にドイツ・オスタービー近郊で発見されたオスタービーマンは頭部だけが泥炭に埋められていた。またいくつかの遺体には拷問の痕跡があり、例えばオールドクロウハンマンは乳首の下に深い切り傷が残されている。デンマークで発見されたトーロンマンは、首の周りに彼を絞殺するために使われた縄が残されていた。またオランダで発見されたイデガールのように、側頭部の毛髪がそり落とされていた例も確認されている（ただしこれは側頭部が外気にさらされていたためにほかの部分より早く分解された結果の可能性もある）。
死体は普通裸で、時折頭巾をかぶっている。彼らの衣服は、泥炭に長い間埋まっていたために分解された、と言われている。いくつかの例では遺体の上に時折交差した形で小枝や石や棒が置かれ、また叉状の棒が押し込まれていることもあった。考古学者のP.V. Globによると、これは遺体を泥炭の中にしっかりと押さえつけておこうとしたことを示している。
いくつかの湿地遺体は上流階級の人物だったようで、爪の手入れが行き届いており、毛髪に含まれるタンパク質の検査結果から日常的に良好な栄養状況だったことが分かっている。ストラボンは、ケルト人は生け贄の内臓を使って占いを行ったことを記録している。実際に北オランダで発見されたウェールディンゲメンは、一部の内臓が切開部から引き抜かれていた。
現代の法医学的分析では、折れた骨や砕かれた頭蓋骨は、拷問によるものではなく、泥炭の重量によるものであることが分かっている。例えば、グラウベールマンの頭蓋骨骨折は頭部への打撃によって引き起こされたとされていたが、デンマークの科学者が行ったCTスキャンの結果、死後長い間泥炭から圧力を受け続けたことによるものだったことが判明した。

### 中世から近代
アイルランドで発見されたMeenybradden Womanは16世紀頃の女性で、おそらく自殺したために教会に埋葬されず、泥炭に埋められたと考えられている。またポーランド北東部のMasurian Lake Districtでは第一次世界大戦時に戦死したロシア兵とドイツ兵の湿地遺体が発見されている。

## 著名な湿地遺体
現在までに数百体の湿地遺体が回収・研究されたが、特に保存状態の優れた、著名な湿地遺体を以下に挙げる。
- カシェルマン（英語版）（紀元前2000年） - 2011年、アイルランド・リーシュ県で発見
- クレイド・ハランのミイラ（英語版）（紀元前1600 - 紀元前1300年） - 2011年、スコットランド・サウス・ウイスト島で発見
- ハラルドスカーウーマン（英語版）（紀元前490年） - 1835年、デンマーク・ユトランド半島で発見
- トーロンマン（紀元前400年） - 1950年、デンマーク・ユトランド半島で発見
- クローニーカバンマン（紀元前392 - 紀元前201年） - 2003年、アイルランド・ミース県で発見
- グラウベールマン（紀元前290年） - 1952年、デンマーク・ユトランド半島で発見
- オールドクロウハンマン（紀元前362 - 紀元前175年） - 2003年、アイルランド・オファリー県で発見
- ウェールディンゲメン（英語版）（紀元前220 - 紀元前160年） - 1904年、オランダ・ドレンテ州で発見
- イデガール（紀元前170 - 紀元230年） - 1897年、オランダ・Yde近郊で発見
- リンドウ・マン（紀元前2 - 紀元119年） - 1984年、イギリス・チェシャー州で発見
- ヴィンデビーI（英語版）（41 - 118年） - 1952年、ドイツ・シュレースヴィヒ＝ホルシュタイン州で発見